# Монофизитство
Монофизи́тство (от др.-греч. μόνος — «только один, единственный» + φύσις — «природа, естество») — христологическая доктрина в христианстве, возникшая в IV—V веках в Византии, постулирующая наличие в Иисусе Христе только одной природы (естества).

## Представление о монофизитстве
Принято различать крайнее и умеренное монофизитство. Крайним монофизитством является евтихианство, названное так по имени константинопольского архимандрита Евтихия (около 378—454), который учил, что объединение двух природ во Христе при воплощении привело либо к поглощению человеческого естества божеством, либо к образованию некой третьей сущности, не являющейся ни Богом, ни человеком. Евтихианство не стало значимой богословской традицией и было отвергнуто не только православными богословами, но и подавляющим большинством монофизитов.
Умеренные монофизиты отрицают слияние Божества и человечества во Христе, но отождествляют термин «природа» с термином «лицо» или «ипостась», так что формула «одна природа» является для них способом выразить единство Христа. Они подчеркивают полноту человечества Иисуса Христа, но отказываются признать за ним статус «природы». Умеренное монофизитство называется также севирианским по имени наиболее влиятельного богослова этого направления патриарха Севира Антиохийского (465—538), который учил об одной сложной природе Христа, в которой сохраняется различие между человечеством и Божеством на уровне природного качества, но не о двух природах. У Севира две природы Христа различаются чисто мыслительно. В сочинениях Севира свойства Христа не были отнесены к каждой из двух природ. Он, как и другие монофизитские богословы, подчеркивал, что во Христе только одна «воля» и одно «действие», то есть «одно богомужное действие».
Принципиальным отличием умеренного монофизитства от евтихианства полагают признание первыми единосущия Христа людям по человечеству. При этом умеренные монофизиты считали Христа хотя и истинным, но не вполне тождественным людям по природе человеком, а ограниченным в пользу Божества, Его человечество «пассивным объектом божественного воздействия». Святые отцы усматривали основным в монофизитстве исповедание «одной природы Христа», из которого неизбежно следовали выводы, сближавшие умеренное монофизитство не только с евтихианством, но и с аполлинарианством и докетизмом.
Евтихианство было осуждено как ересь на Халкидонском IV Вселенском соборе в 451 году, который утвердил положение о двух природах Иисуса Христа, северианство — на Константинопольском соборе 536 года.
В отличие от евтихианства умеренное монофизитство, является традиционным для существующих в настоящее время Древневосточных (нехалкидонских) православных церквей. Эти церкви принимают только первые три Вселенских собора, отвергая Халкидонский (Четвёртый Вселенский собор). К этим церквям относятся Армянская апостольская, Коптская, Эфиопская, Сиро-яковитская, Маланкарская сирийская, Малабарская сирийская и Эритрейская церкви. Эти церкви в православной и католической литературе нередко именуются монофизитскими, однако сами эти церкви отвергают термин «монофизитство» применительно к своему учению. Они относят термин монофизитство исключительно к евтихианству и анафематстовали Евтихия. Они считают себя наследниками древней богословской традиции, восходящей к святителю Кириллу Александрийскому с употребляемым им выражением «одна природа Бога Слова воплощенная» (греч. μία φύσις τοῦ θεοῦ Λόγου σεσαρκωμένη). Представители этих церквей предпочитают называть свою доктрину «миафизитством».
Виталий Задворный в своей статье в Католической энциклопедии утверждает, что приписывание древневосточным церквям ереси монофизитства основано на непонимании. В действительности их христология рассматривает Иисуса Христа как истинного Бога и истинного человека, но формулируется в терминах отличных от принятых на Халкидонском соборе.

## История монофизитского учения и его осуждения

### Евтихианство
Родоначальником учения об одной природе Иисуса Христа является Аполлинарий Лаодикийский (ум. 390), который отрицал полноту человеческой природы во Христе и учил, что во Иисусе Христе Бог и человек составили одну природу. Аполлинарий был осуждён на Втором Вселенском соборе в 381 году.
Монофизитство определилось исторически как противоположная крайность другому, незадолго перед тем осужденному воззрению — несторианству, которое стремилось к полнейшему обособлению или разграничению двух самостоятельных природ в Христе, допуская между ними только внешнее или относительное соединение или обитание одного естества в другом.
Отстаивая истину единства Богочеловека Иисуса Христа против Нестория, главный защитник православия в этом споре, святитель Кирилл Александрийский, допустил в своей полемике неосторожное выражение: «единая природа Бога-Слова воплощенная» (μία φύσις του Θεοΰ Λόγου σεσαρκωμένη), что было разъяснено в православном смысле самим Кириллом. Святитель Кирилл признавал, что можно говорить о двух природах Христа после воплощения. Кирилл осуждал Аполлинария Лаодикийского и признавал полноту человеческой природы во Христе. Третий Вселенский собор в 431 году осудил Нестория и признал богословие Кирилла православным, однако не дал своего вероопределения, и при неопределённости терминологии Кирилла возникала возможность различных интерпретаций. Так после смерти святителя Кирилла в 444 году некоторые из его сторонников стали толковать это выражение в смысле исключительного единства Божественной природы в Иисусе Христе, несовместимого по воплощении с человечностью.
Когда такой взгляд, укоренившийся в Египте, стал проповедоваться и в Константинополе архимандритом Евтихием, местный патриарший собор в 448 году осудил это учение как ересь и низложил Евтихия, о чем Константинопольский патриарх Флавиан, сообщил римскому папе Льву Великому. По его имени доктрина названа евтихианством. Евтихий утверждал: «Я исповедую, что Господь наш был из двух естеств до соединения. A после соединения я исповедую единую природу». Евтихий после безуспешной жалобы в Рим нашел себе опору в Византийском императоре Феодосии II и в преемнике Кирилла на александрийском патриаршестве — Диоскоре. Созванный императором Феодосием в 449 году в Ефесе собор епископов (так называемый разбойнический собор) осудил Флавиана и оправдал Евтихия.
Папский легат, диакон Иларий, заявил формальный протест и бежал в Рим, где папа немедленно объявил Диоскора отлученным от Церкви, а Ефесский собор 449 года — недействительным. Диоскор, вернувшись в Александрию, анафематствовал, в свою очередь, папу Льва.

### Халкидонский собор и Энотикон Зинона
После смерти императора Феодосия императрица Пульхерия и её соправитель Маркиан выступили решительно против монофизитства. Созванный в 451 году в Халкидоне Четвёртый Вселенский собор осудил монофизитство, низложил Диоскора, принял догматическое послание (Томос) папы Льва к Флавиану как выражение православной истины и в согласии с ним составил определение, по которому Иисус Христос исповедуется как совершенный Бог и совершенный человек, единосущный Отцу по божеству и единосущный людям по человечеству, пребывающий и по воплощении в двух природах неслиянно и нераздельно, то есть различие двух природ не устраняется через их соединение, а сохраняется особенность каждой природы в одном Лице и одной ипостаси Иисуса.
В 452 году от лица императоров Маркиана и Валентиниана III был опубликован эдикт, которым предписывалось соблюдать решения Халкидонского Собора и воздержаться от дальнейших споров. Его публикация вызвала противодействие и беспорядки в Палестине, Египте и Антиохии. Противники собора посчитали недопустимым говорить о двух природах во Христе. По их мнению, две природы неизбежно вводят и две ипостаси, что является возрождением несторианства. Они придерживались утверждения, что Христос, хотя рождён из двух природ, пребывает не в двух природах, поскольку в акте Воплощения из двух природ стала одна.
Попытку примирения монофизитов с халкидонитами предпринял император Зинон в 482 году. Он издал так называемый Энотикон, в котором предписывалось держаться первых трёх Вселенских соборов, признавать Иисуса Христа «единосущным Отцу по Божеству и людям по человечеству», анафематствовать Нестория и Евтихия, не принимать «разделяющих или сливающих» две природы во Христе и при этом анафематствовать всех думающих иначе. Однако Энотикон не удовлетворил многих представителей обеих сторон и вызвал 35-летний разрыв Константинопольский церкви с Римской церковью (акакианская схизма). В 505—506 годам к монофизитству примкнула Армянская апостольская церковь, осудив на Первом Двинском соборе несторианство и Халкидонский собор.
Самым влиятельным богословом умеренного монофизитства был Севир Антиохийский (465—538). В 510—511 годах по поручению императора Анастасия Севиром был составлен «Типос», согласно котором наряду с принятием «Энотикона» открыто осуждались «Томос» святителя Льва (в котором проповедовалось, что Иисус Христос в одном лице есть истинный Бог и истинный человек, причём Его человеческое естество во всём подобно людям, кроме греха), формула «в двух природах», сочинения Диодора Тарсийского и его последователей, а значение Халкидонского собора сохранялось лишь в части осуждения Нестория и Евтихия. В 514 году на Соборе в Тире, созванном императором при участии представителей Александрии, Иерусалима и всех областей Антиохийского патриархата был принят «Энотикон» как документ, отменяющий Халкидонский Собор. Однако от Севира отделились епископы городов провинции Сирия Вторая: Апамеи, Епифании и Оронт. Движение в поддержку Халкидонского Собора и за союз с Римом усиливалось в европейских областях.
Примирение с Римской церковью было достигнуто в 519 году вставшим на сторону Халкидонского собора императором Юстином I, ценой обязательства борьбы с монофизитством. Стали происходить разгромы антихалкидонских монастырей с использованием военной силы и изгнание их монахов. Епископат подвергся масштабной чистке, в ходе которой свергнутые епископы заменялись халкидонитами. При императоре Юстиниане I, преемнике Юстина I, монофизитские епископы и монахи находились в изгнании. Все патриархи были халкидонитами, за исключением Тимофея IV Александрийского, остававшегося, как и его предшественники противником Халкидонского Собора и «Томоса» святителя Льва Великого. В 532 году севириане признали Евтихия еретиком. В 536 году в Константинополе состоялся собор, осудивший Севира Антиохийского. После этого началось окончательное обособление монофизитства от имперской Церкви. Антихалкидонизм укрепился в Сирии, Армении, Малой Азии (Каппадокия, Киликия, Исаврия), на Кипре и островах Эгейского моря (Родос, Хиос), в Египте и Нубии.

### Создание антихалкидонских Церквей
Пятый Вселенский собор в 553 году принял догматические определения, гармонизировавшие с формулами святителя Кирилла Александрийского. Однако на окраинах Византийской империи продолжали отвергать Халкидонский собор. В Египте образовалась отделившаяся от Александрийского патриархата нехалкидонская иерархия, к которой присоединились коренные египтяне — копты, создав Коптскую церковь. В Сирии была создана, существующая параллельно официальной Церкви Сиро-яковитская церковь. В 553—555 годах Второй Двинский собор Армянской церкви окончательно отверг халкидонские определения. Однако в 726 году собор в Маназкерте (Манцикерте) осудил Севира Антиохийского, изолировав тем самым Армянскую церковь от других нехалкидонских церквей. Однако это осуждение касалось только взглядов Севира на нетление тела Христова (тело Христа, согласно Севиру, обрело «нетление» лишь по Воскресении), а не христологии в целом. В остальном Армянская церковь находится в согласии и общении веры с другими нехалкидонскими Церквами.
В VII веке компромиссом для примирения православной и нехалкидонских церквей явилось монофелитство, которое было отвергнуто на Шестом Вселенском соборе. Однако монофелиты приписывали волю не природе, а лицу Иисуса Христа, в то время как антихалкидониты, которые принимают только первые три Вселенских собора, отвергая последующие Вселенские соборы, приписывают волю Богочеловеческой природе Иисуса Христа. Так сиро-яковитский епископ Григорий в XIII веке в своём изложении веры исповедовал, что в Иисусе Христе одна сущность, одна ипостась, одно лицо, одна воля, одно действие. При этом он утверждал, что в Иисусе Христе единая природа, которая состоит из двух природ: божественной и человеческой, которые сохраняются свои различия в едином Иисусе Христе.
В январе 1965 года по инициативе эфиопского императора Хайле Селассие в Аддис-Абебе состоялся собор всех церквей этой традиции, объявивший об их полном вероисповедном единстве. Переговоры представителей этих церквей с представителями православных церквей привели в 1989 и 1990 годам к подписанию двух Совместных заявлений о полном их догматическом согласии. Однако не все православные церкви одобрили это соглашение, и оно до настоящего времени остаётся безрезультатным.
К началу XXI века умеренное монофизитство исповедовали следующие Древневосточные церкви: Коптская церковь, Эфиопская церковь, Армянская апостольская церковь, Сиро-яковитская церковь, Маланкарская сирийская церковь в Индии, Эритрейская церковь.